# Grąd subatlantycki
Grąd subatlantycki (Stellario holosteae-Carpinetum betuli Oberd. 1957) – syntakson w randze zespołu roślinności, rodzaj lasu grądowego.
WystępowanieWystępuje w północno-zachodniej części Polski, na Pomorzu, południowa granica wyznaczana jest przez Noteć, a na wschodzie sięga do Wzniesień Elbląskich i Warmii.
Charakterystyczna kombinacja gatunków
ChAss.: grab pospolity (Carpinus betulus), dąb szypułkowy (Quercus robur), leszczyna (Corylus avellana), gwiazdnica wielkokwiatowa (Stellaria holostea), gajowiec żółty (Galeobdolon luteum), prosownica rozpierzchła (Milium effusum), kupkówka Aschersona (Dactylis polygama), zerwa kłosowa (Phyteuma spicatum), fiołek leśny (Viola reichenbachiana), groszek wiosenny (Lathyrus vernus), przylaszczka pospolita (Hepatica nobilis), zawilec gajowy (Anemone nemorosa), turzyca palczasta (Carex digitata), kopytnik pospolity (Asarum europaeum), kokoryczka wielokwiatowa(Polygonatum multiflorum), miodunka ćma (Pulmonaria obscura)
ChAll.: turzyca orzęsiona (Carex pilosa), turzyca cienista (Carex umbrosa), grab pospolity (Carpinus betulus), wiśnia ptasia (Prunus avium), kupkówka Aschersona (Dactylis aschersoniana), przytulia Schultesa (Galium schultesii), przytulia leśna (Galium sylvaticum), gwiazdnica wielkokwiatowa (Stellaria holostea), lipa drobnolistna (Tilia cordata)
ChO. : piżmaczek wiosenny (Adoxa moschatellina), czosnek niedźwiedzi (Allium ursinum), zawilec żółty (Anemone ranunculoides), sałatnica leśna (Aposeris foetida), kopytnik pospolity (Asarum europaeum), jarzmianka większa (Astrantia major), żórawiec falisty (Atrichum undulatum), turzyca leśna (Carex sylvatica), kokorycz pusta (Corydalis cava), kokorycz wątła (Corydalis intermedia), kokorycz drobna (Corydalis pumila), wawrzynek wilczełyko (Daphne mezereum), nerecznica samcza (Dryopteris filix-mas), wilczomlecz migdałolistny (Euphorbia amygdaloides), wilczomlecz słodki (Euphorbia dulcis), dzióbkowiec bruzdowany (Eurhynchium striatum), ziarnopłon wiosenny (Ficaria verna), złoć mała (Gagea minima), gajowiec żółty (Lamiastrum galeobdolon), przytulia wonna (Galium odoratum), niecierpek pospolity (Impatiens noli-tangere), zdrojówka rutewkowata (Isopyrum thalictroides), groszek wiosenny (Lathyrus vernus), lilia złotogłów (Lilium martagon), tojeść gajowa (Lysimachia nemorum), szczyr trwały (Mercurialis perennis), prosownica rozpierzchła (Milium effusum), gnieźnik leśny (Neottia nidus-avis), czworolist pospolity (Paris quadrifolia), zerwa kłosowa (Phyteuma spicatum), kokoryczka wielokwiatowa (Polygonatum multiflorum), pierwiosnek wyniosły (Primula elatior), miodunka ćma (Pulmonaria obscura), miodunka plamista (agg.) (Pulmonaria officinalis), jaskier kaszubski (Ranunculus cassubicus), jaskier kosmaty (Ranunculus lanuginosus), żankiel zwyczajny (Sanicula europaea), trędownik bulwiasty (Scrophularia nodosa), czyściec leśny (Stachys sylvatica), przetacznik górski (Veronica montana), fiołek leśny (Viola reichenbachiana)
ChCl.: klon polny (Acer campestre), klon pospolity (Acer platanoides), podagrycznik pospolity (Aegopodium podagraria), zawilec gajowy (Anemone nemorosa), kłosownica leśna (Brachypodium sylvaticum), dzwonek pokrzywolistny (Campanula trachelium), turzyca palczasta (Carex digitata), leszczyna pospolita (Corylus avellana), kruszczyk szerokolistny (Epipactis helleborine), trzmielina zwyczajna (Euonymus europaeus), trzmielina brodawkowata (Euonymus verrucosus), jesion wyniosły (Fraxinus excelsior), przylaszczka pospolita (Hepatica nobilis), łuskiewnik różowy (Lathraea squamaria), wiciokrzew suchodrzew (Lonicera xylosteum), perłówka zwisła (Melica nutans), wiechlina gajowa (Poa nemoralis), jaskier różnolistny (Ranunculus auricomus), porzeczka alpejska (Ribes alpinum), szałwia lepka (Salvia glutinosa), cebulica dwulistna (Scilla bifolia).